# Ontología superior
En ciencias de la información, una ontología superior (también conocida como ontología de nivel superior, modelo superior u ontología básica) es una ontología (en el sentido utilizado en ciencia de la información) que consiste en términos muy generales (como "objeto", " propiedad","relación") que son comunes en todos los dominios. Una función importante de una ontología superior es admitir una amplia interoperabilidad semántica entre un gran número de ontologías específicas de dominio proporcionando un punto de partida común para la formulación de definiciones. Los términos en la ontología de dominio se clasifican bajo los términos en la ontología superior, por ejemplo, las clases de ontología superior son superclases o supersets de todas las clases en las ontologías de dominio. 
Se han propuesto varias ontologías superiores, cada una con sus propios proponentes. 
Los sistemas de clasificación bibliográfica son anteriores a los sistemas de ontología superior. Aunque las clasificaciones bibliográficas organizan y categorizan el conocimiento usando conceptos generales que son iguales en todos los dominios de conocimiento, ninguno de los sistemas es un reemplazo del otro. 

## Desarrollo
Es probable que cualquier ontología fundamental estándar sea impugnada entre diferentes grupos, cada uno con su propia idea de "lo que existe". Un factor que exacerbó la imposibilidad de llegar a un enfoque común ha sido la falta de aplicaciones de código abierto que permitan probar diferentes ontologías en el mismo entorno computacional. Por lo tanto, las diferencias se han debatido en gran medida por motivos teóricos, o son simplemente el resultado de preferencias personales. Sin embargo, las ontologías fundamentales se pueden comparar sobre la base de la adopción con el fin de admitir la interoperabilidad entre las ontologías de dominio. 
Ninguna ontología superior en particular ha ganado una aceptación generalizada como un estándar de facto. Diferentes organizaciones han intentado definir estándares para dominios específicos. El ' Lenguaje de especificación de proceso ' (PSL) creado por el Instituto Nacional de Estándares y Tecnología (NIST) es un ejemplo. 
Otro factor importante que conduce a la ausencia de una amplia adopción de cualquier ontología superior existente es la complejidad. Algunas ontologías superiores (Cyc se cita a menudo como un ejemplo a este respecto) son muy grandes, abarcan hasta miles de elementos (clases, relaciones) con interacciones complejas entre ellos y con una complejidad similar a la de un lenguaje natural humano, y el proceso de su aprendizaje puede ser incluso más largo que para un lenguaje natural debido al formato desconocido y las reglas lógicas. La motivación para superar esta barrera de aprendizaje está en gran parte ausente debido a la escasez de ejemplos de uso accesibles al público. Como resultado, quienes crean ontologías de dominio para aplicaciones locales tienden a crear la ontología específica de dominio más simple posible, no relacionada con ninguna ontología superior. Dichas ontologías de dominio pueden funcionar adecuadamente para el propósito local, pero requieren mucho tiempo para relacionarse con precisión con otras ontologías de dominio. 
Para resolver este problema, se han desarrollado algunas ontologías genuinas de nivel superior, que están diseñadas deliberadamente para tener una superposición mínima con cualquier ontología de dominio. Algunos ejemplos son la Ontología Formal Básica y DOLCE. 

### Argumentos a favor de la inviabilidad de una ontología superior.
Históricamente, muchos intentos en muchas sociedades[¿cuál?] se han hecho para imponer o definir un conjunto único de conceptos más primarios, básicos, fundacionales, autoritarios, verdaderos o racionales que todos los demás. Una objeción común[¿quién?]  a tales intentos señala que los humanos carecen del tipo de perspectiva trascendente, o la vista de Dios, que se requeriría para lograr este objetivo. Los humanos están obligados por el idioma o la cultura y por lo tanto carecen del tipo de perspectiva objetiva desde la cual observar todo el terreno de los conceptos y derivar cualquier estándar. 
Otra objeción es el problema de formular definiciones. Las ontologías de nivel superior están diseñadas para maximizar el soporte para la interoperabilidad en una gran cantidad de términos. Por lo tanto, tales ontologías deben consistir en términos que expresen conceptos muy generales, pero tales conceptos son tan básicos para nuestra comprensión que no hay forma de que puedan definirse, ya que el mismo proceso de definición implica que hay menos básicos (y menos bien entendidos) El concepto se define en términos de conceptos que son más básicos y por lo tanto (idealmente) mejor entendidos. Los conceptos muy generales a menudo solo se pueden dilucidar, por ejemplo, mediante ejemplos o parafraseando. 
- No hay una forma evidente de dividir el mundo en conceptos, y ciertamente no hay una no controvertida
- No existe un terreno neutral que pueda servir como medio para traducir entre ontologías especializadas (o "inferiores" o "específicas de la aplicación")
- El lenguaje humano en sí mismo ya es una aproximación arbitraria de solo uno entre muchos mapas conceptuales posibles. Dibujar cualquier correlación necesaria entre las palabras y cualquier número de conceptos intelectuales que nos gustaría representar en nuestras ontologías, es solo pedir problemas. (WordNet, por ejemplo, es exitoso y útil, precisamente porque no pretende ser una ontología superior de propósito general; más bien, es una herramienta para la desambiguación semántica/ sintáctica/ lingüística, que está ricamente incrustada en los detalles y peculiaridades del idioma Ingles.)
- Cualquier representación jerárquica o topológica de conceptos debe comenzar desde una perspectiva ontológica, epistemológica, lingüística, cultural y, en última instancia, pragmática. Tal pragmatismo no permite la exclusión de la política entre personas o grupos, de hecho requiere que sean considerados como quizás primitivos más básicos que cualquiera de los que están representados.

Aquellos[¿quién?] que dudan de la viabilidad de las ontologías de propósito general están más inclinados a preguntar "¿qué propósito específico tenemos en mente para este mapa conceptual de entidades y qué diferencia práctica hará esta ontología?" Esta posición filosófica pragmática hace abandonar toda esperanza de idear la versión ontológica codificada de "El mundo es todo lo que es el caso". ( Wittgenstein, Tractatus Logico-Philosophicus ). 
Finalmente, hay objeciones similares a aquellas contra la inteligencia artificial.[¿quién?] Técnicamente, la adquisición de conceptos complejos y las interacciones sociales/lingüísticas de los seres humanos sugieren que cualquier fundamento axiomático de los conceptos "más básicos" debe ser cognitivo biológico o difícil de caracterizar, ya que no tenemos axiomas para tales sistemas. Éticamente, cualquier ontología de propósito general podría convertirse rápidamente en una tiranía real al reclutar adherentes en un programa político diseñado para propagarlo y sus medios de financiación, y posiblemente defenderlo con violencia. Históricamente, los sistemas de creencias inconsistentes e irracionales han demostrado ser capaces de ordenar la obediencia en detrimento o daño de personas tanto dentro como fuera de una sociedad que las acepta. ¿Cuánto más dañino sería un racional consistente si contuviera uno o dos supuestos básicos incompatibles con la vida humana?

### Argumentos para la viabilidad de una ontología superior
Muchos de los que dudan de la posibilidad de desarrollar un amplio acuerdo sobre una ontología superior común caen en una de dos trampas: 
1. Afirman que no hay posibilidad de acuerdo universal sobre ningún esquema conceptual; pero argumentan que una ontología común práctica no necesita tener un acuerdo universal, solo necesita una comunidad de usuarios lo suficientemente grande (como es el caso de los lenguajes humanos) para que sea rentable para los desarrolladores usarla como un medio para la interoperabilidad general y para que un desarrollador externo desarrolle utilidades para que sea más fácil de usar; y
2. Señalan que los desarrolladores de esquemas de datos encuentran diferentes representaciones que congenian con sus propósitos locales; pero no demuestran que estas representaciones diferentes sean de hecho lógicamente inconsistentes.

De hecho, las diferentes representaciones de afirmaciones sobre el mundo real (aunque no modelos filosóficos), si reflejan con precisión el mundo, deben ser lógicamente consistentes, incluso si se centran en diferentes aspectos del mismo objeto físico o fenómeno. Si dos afirmaciones sobre el mundo real son lógicamente inconsistentes, una o ambas deben estar equivocadas, y ese es un tema para la investigación experimental, no para la representación ontológica. En la práctica, las representaciones del mundo real se crean como y se sabe que son aproximaciones a la realidad básica, y su uso está circunscrito por los límites de error de las mediciones en cualquier aplicación práctica dada. Las ontologías son totalmente capaces de representar aproximaciones, y también son capaces de representar situaciones en las que diferentes aproximaciones tienen diferente utilidad. Las objeciones basadas en las diferentes formas en que las personas perciben las cosas atacan una visión simplista y empobrecida de la ontología. La objeción de que existen modelos lógicamente incompatibles del mundo es cierta, pero en una ontología superior esos modelos diferentes pueden representarse como teorías diferentes, y los adherentes de esas teorías pueden usarlos con preferencia a otras teorías, al tiempo que conservan la coherencia lógica de Los supuestos necesarios de la ontología superior. Los supuestos necesarios proporcionan el vocabulario lógico con el que se especifican los significados de todos los modelos incompatibles. Nunca se ha demostrado que los modelos incompatibles no puedan especificarse adecuadamente con un conjunto común de conceptos más básicos, mientras que hay ejemplos de teorías incompatibles que pueden especificarse lógicamente con solo unos pocos conceptos básicos. 
Muchas de las objeciones a la ontología superior se refieren a los problemas de las decisiones críticas para la vida o las áreas problemáticas no axiomatizadas como la ley o la medicina o la política que son difíciles de entender incluso para los humanos. Algunas de estas objeciones no se aplican a objetos físicos o abstracciones estándar que los seres humanos definen y existen estrechamente controladas por ellos para el bien mutuo, como los estándares para las conexiones del sistema de energía eléctrica o las señales utilizadas en los semáforos. No se requiere una metafísica general única para aceptar que algunos de estos estándares son deseables. Por ejemplo, si bien el tiempo y el espacio se pueden representar de muchas maneras, algunos de estos ya se usan en artefactos interoperables como mapas u horarios. 
Las objeciones a la viabilidad de una ontología superior común tampoco tienen en cuenta la posibilidad de llegar a un acuerdo sobre una ontología que contiene todos los elementos de ontología primitivos que se pueden combinar para crear cualquier número de representaciones de conceptos más especializados. La adopción de esta táctica permite que el esfuerzo se centre en el acuerdo solo en un número limitado de elementos de ontología. Al acordar los significados de ese inventario de conceptos básicos, es posible crear y luego interpretar de manera precisa y automática un número infinito de representaciones de conceptos como combinaciones de los elementos básicos de ontología. Cualquier ontología de dominio o base de datos que use los elementos de dicha ontología superior para especificar el significado de sus términos será interoperable de manera automática y precisa con otras ontologías que usan la ontología superior, aunque cada una de ellas puede definir por separado una gran cantidad de elementos de dominio que no definido en otras ontologías. En tal caso, la interpretación adecuada requerirá que las descripciones lógicas de los elementos específicos del dominio se transmitan junto con los datos que se comuniquen; los datos serán interpretables automáticamente porque las descripciones de los elementos del dominio, basadas en la ontología superior, serán interpretables de manera adecuada por cualquier sistema que pueda usar adecuadamente la ontología superior. En efecto, los elementos en diferentes ontologías de dominio se pueden * traducir * entre sí utilizando la ontología superior común. Una ontología superior basada en este conjunto de elementos primitivos puede incluir vistas alternativas, siempre que sean lógicamente compatibles. Los modelos lógicamente incompatibles pueden representarse como teorías alternativas, o representarse en una extensión especializada de la ontología superior. El uso adecuado de teorías alternativas es un conocimiento que puede representarse en una ontología. Los usuarios que desarrollan nuevas ontologías de dominio y encuentran que se necesitan primitivas semánticas para su dominio pero que faltan en la ontología superior común existente pueden agregar esas nuevas primitivas mediante el procedimiento aceptado, expandiendo la ontología superior común según sea necesario. 
La mayoría de los proponentes[¿quién?] de una ontología superior argumentan que se pueden crear varias buenas con quizás diferentes énfasis. Muy pocos están discutiendo para descubrir solo una dentro del lenguaje natural o incluso un campo académico. La mayoría simplemente está estandarizando alguna comunicación existente. Otra opinión avanzada es que existe una superposición casi total de las diferentes formas en que se han formalizado las ontologías superiores, en el sentido de que las diferentes ontologías se centran en diferentes aspectos de las mismas entidades, pero las diferentes opiniones son complementarias y no contradictorias entre sí; Como resultado, es factible una ontología internamente consistente que contenga todas las vistas, con medios para traducir las diferentes vistas a la otra. Sin embargo, tal ontología no se ha construido hasta ahora, porque requeriría un gran proyecto para desarrollarse para incluir todas las opiniones alternativas en las ontologías superiores desarrolladas por separado, junto con sus traducciones. La principal barrera para la construcción de una ontología de este tipo no son los problemas técnicos, sino la renuencia de las agencias de financiación a proporcionar los fondos para un consorcio lo suficientemente grande de desarrolladores y usuarios. 
Varios argumentos comunes contra las ontologías superiores pueden examinarse más claramente separando los temas de definición de concepto (ontología), lenguaje (léxicos) y hechos (conocimiento). Por ejemplo, las personas tienen diferentes términos y frases para el mismo concepto. Sin embargo, eso no significa necesariamente que esas personas se refieran a conceptos diferentes. Puede que simplemente estén usando un lenguaje o idioma diferente. Las ontologías formales suelen usar etiquetas lingüísticas para referirse a los conceptos, pero los términos que etiquetan los elementos ontológicos no significan más ni menos de lo que sus axiomas dicen que significan. Las etiquetas son similares a los nombres de variables en el software, evocativas en lugar de definitivas. Los defensores de una ontología superior común señalan que los significados de los elementos (clases, relaciones, reglas) en una ontología dependen solo de su forma lógica, y no de las etiquetas, que generalmente se eligen simplemente para hacer que las ontologías sean más fáciles de usar por sus desarrolladores humanos. De hecho, las etiquetas para los elementos en una ontología no necesitan ser palabras; podrían ser, por ejemplo, imágenes de instancias de un tipo en particular o videos de una acción representada por un tipo en particular. No se puede enfatizar demasiado que las palabras no son lo que se representa en una ontología sino entidades en el mundo real o entidades abstractas (conceptos) en la mente de las personas. Las palabras no son equivalentes a los elementos ontológicos, sino que las palabras etiquetan elementos ontológicos. Puede haber muchas palabras que etiqueten un solo concepto, incluso en un solo idioma (sinonimia), y puede haber muchos conceptos etiquetados por una sola palabra (ambigüedad). Crear los mapeos entre el lenguaje humano y los elementos de una ontología es competencia de la comprensión del lenguaje natural. Pero la ontología misma se destaca independientemente como una estructura lógica y computacional. Por esta razón, encontrar un acuerdo sobre la estructura de una ontología es en realidad más fácil que desarrollar un vocabulario controlado, porque se pueden incluir todas las diferentes interpretaciones de una palabra, cada una mapeada a la misma palabra en las diferentes terminologías. 
Un segundo argumento es que las personas creen cosas diferentes y, por lo tanto, no pueden tener la misma ontología. Sin embargo, las personas pueden asignar diferentes valores de verdad a una afirmación particular mientras aceptan la validez de ciertas afirmaciones, hechos o formas subyacentes de expresar un argumento con el que no están de acuerdo. (Usando, por ejemplo, la forma de problema/posición/ argumento.) Esta objeción a las ontologías superiores ignora el hecho de que una sola ontología puede representar diferentes sistemas de creencias, y también representarlos como diferentes sistemas de creencias, sin tomar una posición sobre la validez de ninguno. 
Incluso los argumentos sobre la existencia de una cosa requieren un cierto intercambio de un concepto, a pesar de que su existencia en el mundo real puede ser discutida. Separar las creencias de los nombres y las definiciones también ayuda a aclarar este problema y a mostrar cómo los conceptos se pueden tener en común, incluso frente a creencias diferentes. Por ejemplo, una wiki como medio puede permitir tal confusión, pero los usuarios disciplinados pueden aplicar métodos de resolución de disputas para resolver sus conflictos. También se argumenta que la mayoría de las personas comparten un conjunto común de "primitivas semánticas", conceptos fundamentales, a los que se refieren cuando intentan explicar términos desconocidos a otras personas. Una ontología que incluye representaciones de esas primitivas semánticas podría usarse en tal caso para crear descripciones lógicas de cualquier término que una persona desee definir lógicamente. Esa ontología sería una forma de ontología superior, sirviendo como una "interlingua" lógica que puede traducir ideas en una terminología a su equivalente lógico en otra terminología. 
Algunos defensores [¿quién?] argumentan que la mayoría de los desacuerdos sobre la viabilidad de una ontología superior se remontan a la combinación de ontología, lenguaje y conocimiento, o áreas de conocimiento demasiado especializadas: muchas personas, o agentes o grupos tendrán áreas de sus respectivas ontologías internas que no se superponen. Si estas personas pueden cooperar y compartir un mapa conceptual, esto puede ser tan útil que supere cualquier desventaja que surja de compartir. En la medida en que se hace más difícil compartir conceptos, cuanto más profundo se sondea, más valioso tiende a ser ese intercambio. Si el problema es tan básico como afirman los opositores de las ontologías superiores, entonces, también se aplica a un grupo de humanos que intentan cooperar, que pueden necesitar asistencia de la máquina para comunicarse fácilmente. 
Si nada más, tales ontologías están ya implícitas en la traducción automática, utilizada cuando las personas prácticamente no pueden comunicarse. Ya sea "superior" o no, parece probable que proliferen. 

## Tabla de ontologías superiores formales
La siguiente tabla contiene datos principalmente extraídos del artículo "Una comparación de ontologías superiores" de V Mascardi, V Cordi y P Rosso (2007). Expanda la tabla si tiene un proyecto de UO en curso. Tenga en cuenta que la falta de nuevos lanzamientos no implica inactividad o inutilidad. Entonces, las columnas necesitarán algo de refinamiento. 
| Nombre          | Lanzamiento inicial                   | Último lanzamiento             | Desarrollador                                                        | Foco | License                            | URLs                                    | Metrics                                                                                | Distinguishing features | Versions                  |
| --------------- | ------------------------------------- | ------------------------------ | -------------------------------------------------------------------- | --- | ---------------------------------- | --------------------------------------- | -------------------------------------------------------------------------------------- | --- | ------------------------- |
| Sowa's Ontology | 1999                                  | 1999                           | John F. Sowa                                                         | Lógico, filosófico y de fundaciones computacionales.                                                                                    | free                               | Sowa's UO,                              | 30 classes, 5 relations, 30 axioms                                                     | Logical elegance, compact |                           |
| Cyc             | 1984                                  | Version 6.1 el 2017.11.27      | Cycorp company (desde 1994)                                          | Sentido común diario, con la meta de permitir a las aplicaciones de IA razonar como humanos.                                            | proprietary                        | cyc.com, cycorp.eu                      | 300,000 concepts, 3,000,000 assertions (facts and rules), 15,000 relations             | 12,000 WordNet synsets, huge | OpenCyc, ResearchCyc      |
| YAMATO          | 1999                                  | 2012.07.14                     | Dr. Riichiro Mizoguchi                                               | Calidad y cantidad, representaciones, objetos, procesos y eventos.                                                                      | ?                                  | YAMATO                                  | ?                                                                                      | Role concepts |                           |
| BFO             | 2002                                  | Version 2.0 en 2015            | Barry Smith et al.                                                   | Ontología de nivel superior para promover la interoperabilidad de ontologías de dominio.                                                | BSD License                        | basic-formal-ontology.org               | 34 categories, 8 relations; formalizations in OWL, CLIF, OBO and Isabel formats        | very large established user base; thorough documentation | Version 2.0               |
| gist            | 2007                                  | Version 9.2.0 en 2020          | Semantic Arts, Inc.                                                  | Minimalista, para sistemas de información empresariales.                                                                                | free, Creative Commons Share Alike | www.semanticarts.com/gist/              | 140 classes, 127 properties, 12 primitive classes, 1342 axioms                         | Basis for about a dozen major enterprise ontologies | Version 9.2.0             |
| DOLCE           | 2002                                  | 2017                           | Nicola Guarino y sus asociados                                       | Captura de las categorías ontológicas subyacentes en el lenguaje natural y el sentido común humano.                                     | CC-BY 4.0                          | www.loa.istc.cnr.it/dolce/overview.html | 76 classes, 112 properties, 581 axioms                                                 | Its categories are cognitive artifacts. | DOLCE-Ultralite           |
| BORO            | finales de 1980s y comienzos de 1990s |                                | Un equipo de consultores de KPMG liderados por Chris Partridge       | Extensional (y entonces, de 4 dimensiones) que provée un criterio simple de identidad.                                                  |                                    | www.borosolutions.net                   |                                                                                        | It is built upon a series of clear metaphysical choices to provide a solid (metaphysical) foundation.                                                                 |                           |
| COSMO           |                                       | Junio de 2020                  | Patrick Cassidy                                                      | Ontología fundacional que busca permitir la amplia y general Interoperabilidad Semántica.                                               | open and free                      | micra.com/COSMO/                        | over 21000 types (OWL classes), over 1300 relations, and over 10000 restrictions.      | Is fully open, and any comments or suggestions from any sources are welcome.                                                                                          | OWL version               |
| GFO             | 1999                                  | 2008                           | Heinrich Herre                                                       | Incluye muchos aspectos de la filosofía reciente.                                                                                       | Open                               | www.onto-med.de/ontologies/gfo          | 2008                                                                                   | Its account of persistence and its time model. | gfo.owl and gfo-basic.owl |
| IDEAS           |                                       |                                | IDEAS Group                                                          | Es de orden superior, extensional y 4d. Desarrollado usando el método BORO.                                                             |                                    |                                         |                                                                                        | The IDEAS ontology is not intended for reasoning and inference purposes; its purpose is to be a precise model of business.                                            |                           |
| ISO 15926       | 2004                                  | Octubre de 2019                | National Institute of Science and Technology                         | The representation of process plant life-cycle information.                                                                             | Open(but not free)                 | www.iso.org/standard/29556.html         | A generic model with 201 entity types.                                                 | To enable integration of life-cycle information the model excludes all information constraints that are appropriate only to particular applications within the scope. | ISO/TS 15926-4:2019       |
| MarineTLO       | 2011                                  | Version 5.0 modificada en 2017 | FORTH-ICS                                                            | Facts about marine species | Open                               | projects.ics.forth.gr/isl/MarineTLO/    | ≈ 5.5M triples about marine species (≈ 54,000), ecosystems, water areas, vessels, etc. | Research about species and biodiversity. | iMarineTLO                |
| PROTON          |                                       | Version 3.0                    | Ontotext (Kiril Simov et.al.)                                        | A basic subsumption hierarchy which provides coverage of most of the upper-level concepts                                               | CC by3.0                           | www.ontotext.com/proton/protontop.html  | 25 Classes and 77 Properties                                                           | Subsumption hierarchy | Version 3.0               |
| SUMO            | 2004                                  | SUMO v1.75                     | IEEE working group P1600.1                                           | For research and applications in search, linguistics and reasoning.                                                                     | Open source.                       | www.ontologyportal.org                  | Total Terms:13457, Total Axioms:193812, Total Rules:6055                               | The largest formal public ontology in existence today. Has been mapped to all of the WordNet lexicon.                                                                 | UMO1.52                   |
| UMBEL           | 2008                                  | Version 1.50 en 2016           | Structured Dynamics                                                  | Relating information from disparate sources to one another.                                                                             | CC by 3.0                          | www.umbel.org                           | About 35,000 reference concepts                                                        | Designed to provide common mapping points for relating different ontologies or schema to one another,                                                                 | UMBEL 1.50                |
| UFO             | 2005 (Tesis de Ph. D. de Guizzardi)   | 2015                           | Giancarlo Guizzardi extendiendo de NEMO y BTU en el laboratorio LOA. | UFO-A = analyze structural conceptual modeling constructs UFO-B = ontology of events UFO-C = ontology of social and intentional aspects |                                    |                                         |                                                                                        | Incorporating developments from GFO, DOLCE and the Ontology of Universals underlying OntoClean in a single coherent foundational ontology.                            | UFO-A UFO-B UFO-C         |
| WordNet         | Mediados de 1980s                     | Version 3.1 en 2011            | Princeton University                                                 | A semantic network based on psycholinguistic principles,                                                                                | BSD-like                           | wordnet.princeton.edu                   | 155 327 words organized in 175 979 synsets for a total of 207 016 word-sense pairs;    | Not axiomatically precise. Used in Natural language processing research.                                                                                              | Version 3.1               |